# Mortier de 81 mm

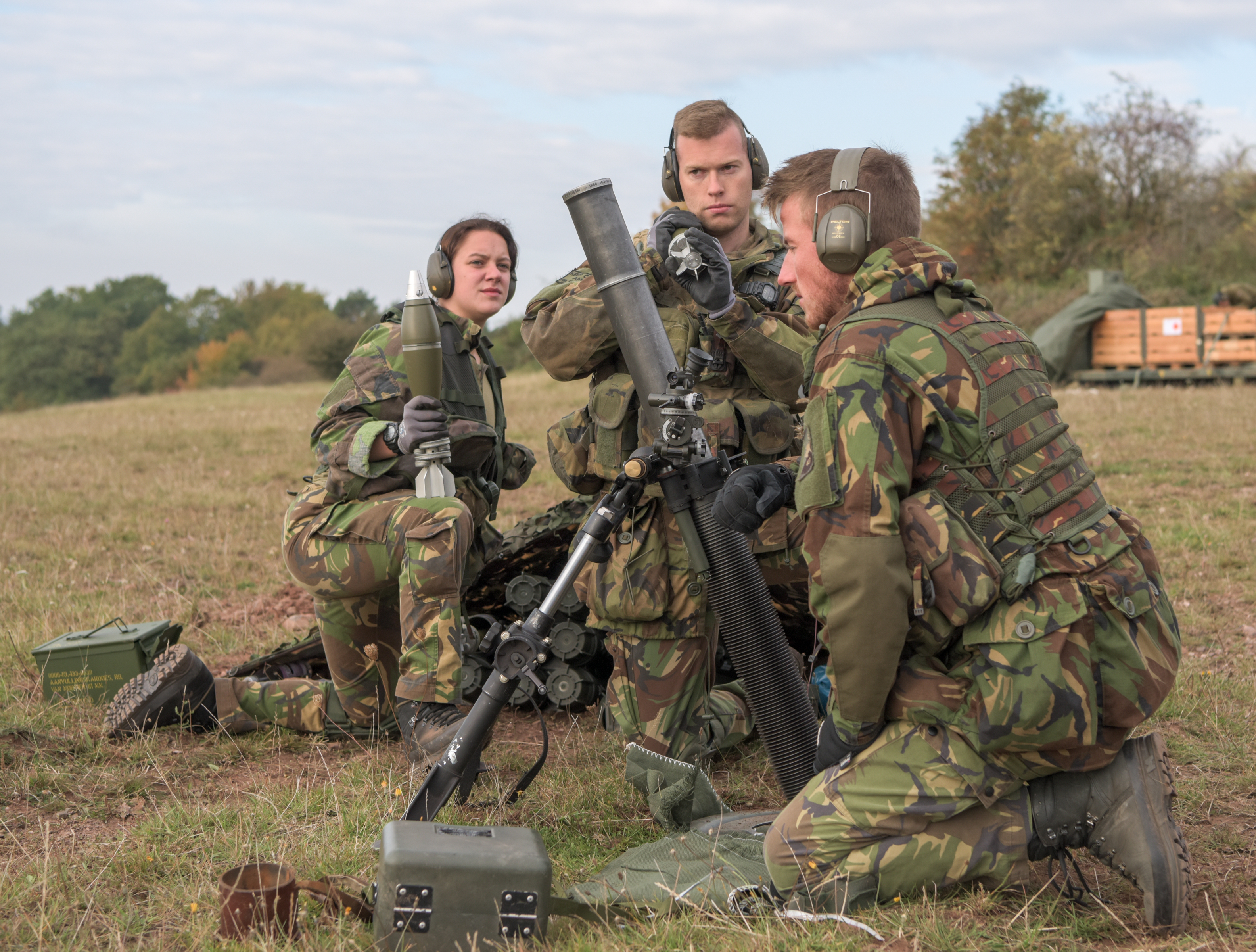
Mortier L16 de 81 mm

Un mortier de 81 mm est un mortier de poids moyen. Il s'agit d'une arme à canon lisse, à chargement par la bouche et à angle de tir élevé, utilisée pour l'appui-feu indirect à longue portée de l'infanterie légère, de l'assaut aérien et des unités aéroportées sur tout le front de la zone d'influence d'un bataillon,.
De nombreux pays utilisent ou ont utilisé un mortier de 81 mm dans leurs forces armées. Les exemples sont :
- Allemagne – Granatwerfer 34
- Birmanie – BA-90 et MA-8
- Canada - Mortier L16 81 mm
- États-Unis – Mortier M252
- Finlande – 81 KRH 71 Y
- France – Brandt Mle 27/31
- Grèce – Mortier E44-E 81 mm
- Italie – Mortaio da 81/14 Modello 35
- Royaume-Uni – Mortier L16 de 81 mm
- Suisse – Lance-mines 8,1 cm 1933/72, Lance-mines de forteresse 8,1 cm 1956/60
- Turquie – MKE 81 mm UT1[3] et MKE 81 mm NT1[4]

Les pays du Pacte de Varsovie et la Chine utilisent un calibre de 82 mm dans le même but.